# 大稻埕行進曲
大稻埕行進曲是鄧雨賢在1932年大稻埕「文聲唱片」時期創作的第一首歌，以台北大稻埕為創作背景。也因為這首歌曲，古倫美亞唱片文藝部長陳君玉將鄧雨賢挖角至古倫美亞唱片，也才有之後《雨夜花》《月夜愁》等膾炙人口歌謠的出版發行。
在2007臺灣音樂劇首部曲「四月望雨」演出之前，這張1932年錄製的唱片是否真的存在，對台灣流行歌謠研究者來說始終是個謎。古倫比亞唱片文藝部長陳君玉在1955年的台北文物刊物中，首度提到這首曲子，表示因為這首歌，才將鄧雨賢挖角。
2007年6月，唱片收藏家林太崴於三重跳蚤市場發掘出土，才讓鄧雨賢的大稻埕行進曲重現。不過由於2007年製作「四月望雨」音樂劇時，原版〈大稻埕行進曲〉尚未出土，所以音樂劇中演出的是王友輝及冉天豪兩人合作的版本，表達現代對1930年代的讚頌與當時生活的浮世繪。

## 歌曲簡介
日文歌詞每一段的頭就是春夏秋冬，描述大稻埕四季，還有當時著名酒家江山樓，流行的爵士。內容為：